# 長谷川勉
長谷川 勉（はせがわ つとむ、1950年9月8日 - ）は、千葉県富津市出身の元プロ野球選手（投手）。

## 来歴・人物
父は漁師。小学2年生の時から船を漕いで沖へ出ていた。木更津中央高等学校では、1968年の夏の甲子園千葉予選を、高校同期の宇佐美和雄投手との二本柱で勝ち進み、準決勝に進出。千葉商と対戦し、宇佐美が登板したが0-2で惜敗、甲子園への出場を逃した。
亜細亜大学へ進学。東都大学リーグでは1971年春季リーグで優勝を経験するが、１年上に山本和行投手がおり、登板機会には恵まれなかった。4年生の1972年春季リーグで初勝利。リーグ通算10試合に登板し5勝3敗を記録した。
卒業後は日産自動車に入社。1973年の都市対抗にはリリーフエースとして出場、先発の藤田康夫投手とのコンビで勝ち進む。自身も2勝をあげ決勝に進出するが、日本鋼管に敗退し準優勝にとどまった。翌1974年の都市対抗では、1回戦で先発、新日鉄堺の山口高志投手（松下電器から補強）と投げ合うが、0-1で完封負けを喫した。
同年のドラフト1位で南海ホークスに入団。
1975年から先発に起用されるが、0勝3敗と期待に応えられなかった。同年オフに江夏豊の移籍騒動に巻き込まれたかたちで阪神タイガースに移籍。南海が江本孟紀、島野育夫、池内豊、長谷川の4選手、阪神が江夏と望月充の2選手という大型交換トレードだった。移籍後も2年間は結果を出せなかった。
1978年には主に中継ぎで36試合に登板した。
1979年には先発の一角として33試合に登板するが、4勝7敗に終わる。
1980年には先発を外れ、プロ初セーブを挙げるものの登板機会が減少、同年限りで引退した。その後はアシックスに勤務。
のちに太成学院大学の女子ソフトボール部監督を務めた。

## 詳細情報

### 年度別投手成績
| 年 度     | 球 団     | 登 板 | 先 発 | 完 投 | 完 封 | 無 四 球 | 勝 利 | 敗 戦 | セ 丨 ブ | ホ 丨 ル ド | 勝 率 | 打 者 | 投 球 回 | 被 安 打 | 被 本 塁 打 | 与 四 球 | 敬 遠 | 与 死 球 | 奪 三 振 | 暴 投 | ボ 丨 ク | 失 点 | 自 責 点 | 防 御 率 | W H I P |
| --------- | --------- | ----- | ----- | ----- | ----- | -------- | ----- | ----- | -------- | ----------- | ----- | ----- | -------- | -------- | ----------- | -------- | ----- | -------- | -------- | ----- | -------- | ----- | -------- | -------- | ------- |
| 1975      | 南海      | 6     | 5     | 0     | 0     | 0        | 0     | 3     | 0        | --          | .000  | 120   | 26.0     | 26       | 3           | 16       | 0     | 2        | 16       | 0     | 0        | 16    | 10       | 3.46     | 1.62    |
| 1976      | 阪神      | 11    | 4     | 0     | 0     | 0        | 1     | 1     | 0        | --          | .500  | 111   | 27.2     | 25       | 3           | 5        | 0     | 0        | 16       | 0     | 0        | 8     | 4        | 1.29     | 1.08    |
| 1977      | 阪神      | 3     | 0     | 0     | 0     | 0        | 0     | 0     | 0        | --          | ----  | 31    | 7.0      | 7        | 1           | 4        | 0     | 0        | 4        | 0     | 0        | 3     | 3        | 3.86     | 1.57    |
| 1978      | 阪神      | 36    | 8     | 0     | 0     | 0        | 2     | 7     | 0        | --          | .222  | 369   | 86.2     | 76       | 8           | 41       | 1     | 3        | 57       | 2     | 0        | 45    | 36       | 3.72     | 1.35    |
| 1979      | 阪神      | 33    | 15    | 1     | 0     | 0        | 4     | 7     | 0        | --          | .364  | 441   | 98.2     | 107      | 13          | 46       | 3     | 3        | 46       | 5     | 0        | 56    | 49       | 4.45     | 1.55    |
| 1980      | 阪神      | 9     | 2     | 0     | 0     | 0        | 0     | 1     | 1        | --          | .000  | 56    | 10.1     | 19       | 3           | 7        | 2     | 0        | 3        | 1     | 0        | 12    | 11       | 9.90     | 2.52    |
| 通算：6年 | 通算：6年 | 98    | 34    | 1     | 0     | 0        | 7     | 19    | 1        | --          | .269  | 1128  | 256.1    | 260      | 31          | 119      | 6     | 8        | 142      | 8     | 0        | 140   | 113      | 3.97     | 1.48    |

### 記録
- 初登板・初先発登板：1975年4月6日、対ロッテオリオンズ前期3回戦（宮城球場）、4回5失点で敗戦投手
- 初勝利・初先発勝利：1976年8月14日、対大洋ホエールズ16回戦（西京極球場）、7回1失点
- 初完投：1979年6月16日、対ヤクルトスワローズ11回戦（札幌市円山球場）、8回1失点で敗戦投手
- 初セーブ：1980年4月28日、対ヤクルトスワローズ3回戦（明治神宮野球場）、9回裏に5番手で救援登板・完了、1回無失点

### 背番号
- 21（1975年）
- 28（1976年 - 1980年）